# 赤いリボンに乾杯!
「赤いリボンに乾杯!」（あかいリボンにかんぱい!、原題：The Horse in the Gray Flannel Suit）は1968年のアメリカ合衆国のコメディ映画。

## 上映データ
| 公開日 上映時間 | 1968年 | 12月20日           | アメリカ合衆国 | 95分 |
| 公開日 上映時間 | 1969年 | 2月7日             | ブラジル       | 95分 |
| 公開日 上映時間 | 1970年 | 2月24日            | ノルウェー     | 95分 |
| 公開日 上映時間 | 1970年 | 3月20日            | フランス       | 95分 |
| 公開日 上映時間 | 1970年 | 4月11日            | アイルランド   | 95分 |
| 公開日 上映時間 | 1970年 | 6月27日            | 日本           | 95分 |
| 公開日 上映時間 | 1971年 | 2月22日            | デンマーク     | 95分 |
| サイズ          | カラー | スタンダードサイズ |                |      |

## あらすじ
ニューヨークの広告代理店フレッドは二つの要求に頭を抱えていた。製薬会社からは新しい消化剤"アスパセル"の宣伝計画を立てろと迫られ、娘からは馬をねだられていた。
困り果てたフレッドは、娘のために馬を買い、その馬に新薬の名前を付けて馬術大会に出すという作戦をとった。
製薬会社の社長は大喜びし、娘も騎手デビューを果たせると喜んだ。
馬術クラブの美人スージーの協力の元、アスパセル号の馬術大会に向けた特訓が始まった。

## キャスト
- ディーン・ジョーンズ
- ダイアン・ベイカー
- ロイド・ボックナー
- フレッド・クラーク
- エレン・ヤノフ
- ルーリン・タトル

## スタッフ
| 製作総指揮           | ロイ・O・ディズニー                           |
| 製作                 | ドン・B・テータム                             |
| 原作                 | エリック・ハッチ                              |
| 脚本                 | ルイス・ペリティア                            |
| 音楽                 | ジョージ・ブランズ                            |
| 撮影                 | ウィリアム・スナイダー                        |
| 美術                 | キャロル・クラーク、ジョン・B・マンスブリッジ |
| 録音                 | ディーン・トーマス                            |
| 音響スーパーパーザー | ロバート・O・クック                           |
| 編集                 | ロバート・スタッフォード                      |
| 製作担当者           | ジョン・D・ブロス                             |
| 音楽編集             | イヴリン・ケネディ                            |
| 制作                 | ウォルト・ディズニー・プロダクション          |
| プロデューサー       | ウィンストン・ヒブラー                        |
| 演出補佐             | ラリー・ランズバーグ                          |
| 監督                 | ノーマン・トーカー                            |
| 配給                 | ブエナ・ビスタ・ディストリビューション        |